# 帕夫林·伊萬諾夫
帕夫林·伊萬諾夫（1993年3月28日—）為保加利亞男子籃球運動員，場上位置為得分後衛，現效力於西班牙籃球乙級聯賽梅諾卡。

## 職業生涯
2018年11月26日，伊萬諾夫以1+1年合約加盟國家籃球聯賽博泰夫格勒巴爾幹。
2020年6月10日，伊萬諾夫加盟國家籃球聯賽里拉斯基運動家。
2022年8月4日，伊萬諾夫加盟國家籃球聯賽博泰夫格勒巴爾幹。
2024年8月8日，伊萬諾夫加盟西班牙籃球乙級聯賽梅諾卡。

## 國家隊生涯
伊萬諾夫代表保加利亞參加2019年世界盃籃球賽歐洲區資格賽、2022年歐洲籃球錦標賽、2023年世界盃籃球賽歐洲區資格賽。